# マルチトール
マルチトール (maltitol) 、もしくは還元麦芽糖は、糖アルコールの一種。酵素糖化法によって澱粉からつくられる二糖類のマルトースを原料として高圧下で接触還元して得られる。カルボニル基を持たないために褐変反応が起こらず、耐熱性に優れている。
マルチトールは、砂糖の約90%の甘味を有し、腸管から比較的吸収されにくく、ヒトの小腸粘膜酵素によるマルチトールの分解はマルトースの1/40程度の分解にすぎない。

## 虫歯への影響
マルチトールは一般に「虫歯（う蝕）の原因にならない」「酸を生成しない」という宣伝がされており、酸素が存在する状況下での研究では少量の酸(砂糖の20％)を生成するが、実際の歯垢中は無酸素状態のため、その酸が虫歯の原因になる可能性はない。